# حزب اراده ملی

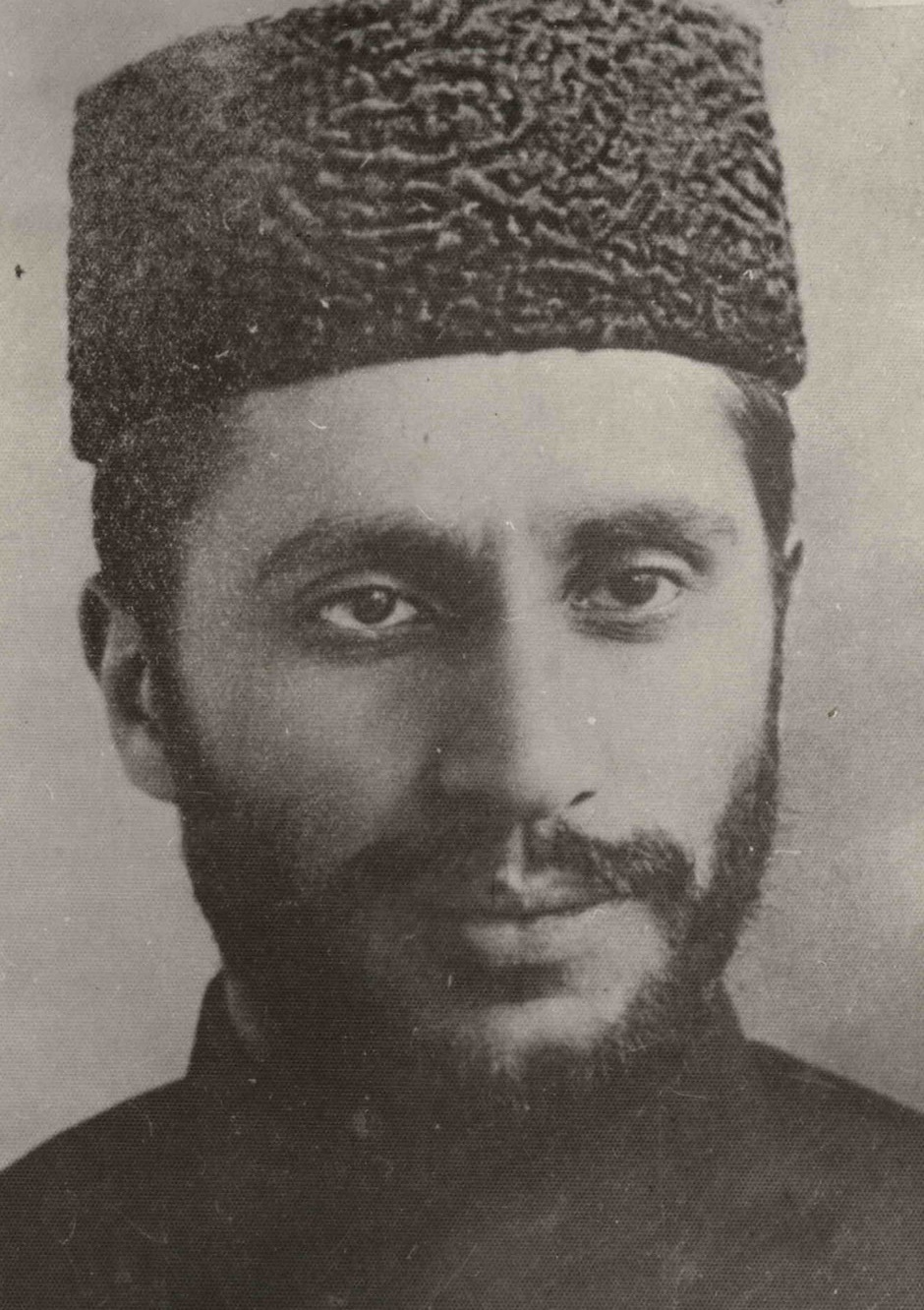
سیدضیاءالدین طباطبائی مؤسس حزب اراده ملی

حزب اراده ملی نام یکی از احزابی است که در پی آزادی‌های سیاسی نسبی پس از شهریور ۱۳۲۰ در ایران پدید آمد. مرکز ثقل و رهبر عملی این حزب، سید ضیاءالدین طباطبایی بود و افراد مشهوری چون مظفر فیروز و نیرالملک نیز در آن عضویت داشتند. عمده فعالیت‌های این حزب در رقابت با حزب توده بود و از خود ایدئولوژی سیاسی مستقلی نداشت. حزب اراده ملی کم‌تر از دو سال دوام داشت و با روی کار آمدن احمد قوام، منحل شد.

## پیش‌زمینه
در دوره رضا شاه، هیچگونه فعالیت حزبی مجاز نبود. در فضای باز سیاسی پس از شهریور ۱۳۲۰، و طی سال‌های ۱۳۲۰ تا ۱۳۳۲ دوران شکوفایی احزابی با گرایش‌های گوناگون در ایران بود. بسیاری از احزاب همچون احزاب ملی (بعدها جبهه ملی ایران)، حزب توده، حزب اراده ملی و سازمان فدائیان اسلام در این دوره شکل گرفتند.
در سال ۱۳۲۲ گروهی از سیاستمداران ایران همچون سیدضیاءالدین طباطبایی، مظفر فیروز (فرزند فیروز فیروز) اقدام به تأسیس حزبی با عنوان حزب وطن نمودند. ارگان مطبوعاتی این حزب، روزنامه رعد امروز بود که مظفر فیروز آن را اداره می‌کرد. این حزب بعدها شالوده اصلی حزب اراده ملی را تشکیل داد.

## تأسیس
در ۲۳ بهمن ۱۳۲۳ مرام‌نامه جدید حزب به تصویب رسید و نام «حزب اراده ملی» برای آن انتخاب گردید. با توجه به اینکه سید ضیاء پیش‌بینی می‌کرد که توسط حزب توده به جلسه افتتاحیه حزب حمله شود، لذا گروهی صد نفره را مأمور نمود تا با سلاح‌های سرد همچون چاقو، در زیرزمین ساختمان حزب آماده باشند. اتفاقاً پیش‌بینی سید ضیاء به حقیقت پیوست و عوامل حزب توده به محل تشکیل جلسه حمله‌ور شده و با مقابله چاقوکشان مجبور به عقب‌نشینی گردیدند.

## امکانات حزب
محل حزب ساختمان باشکوهی در خیابان سعدی (نزدیک به تقاطع جمهوری اسلامی فعلی) بود، که رضا صراف‌زاده، بازرگان سرمایه‌دار در اختیار این حزب قرار داده بود. این مکان تا آن زمان محل کلوب ایران و پاتوق قماربازان بزرگ و بانفوذ بود که حاضر به تخلیه ساختمان نبودند. سرانجام دو طرف توافق کردند، که ساختمان مزبور روزها در اختیار حزب و شب‌ها در اختیار کلوب باشد؛ ولی حبیب‌الله پوررضا (وکیل دادگستری) به استناد همین توافق، موفق شد در دادگاه حق تصرف دائمی ساختمان را برای حزب به‌دست‌آورد.
به غیر از روزنامه رعد امروز و پس از آن نشریه هور که به ارگان رسمی حزب مشهور بودند، نشریات روستا، سرگذشت، کاروان، کشور، نسیم صبا، نسیم شمال، صدای ایران، ندای آسمان، صدای وطن، وظیفه، کانون، کوشش و اقدام نیز به عنوان جراید وابسته به حزب شناخته می‌شدند. علاوه بر این، ائتلاف‌های مطبوعاتی متعددی از جمله اتحاد جراید ملی، جبهه مطبوعات متفق و جبهه استقلال نیز به این حزب تمایل داشتند.

## اعضای حزب
اگرچه رضاقلی هدایت (نیرالملک) سمت ریاست تشریفاتی حزب را داشت، ولی عملاً سید ضیاء با عنوان منشی کل حزب، رهبری حزب را در دست داشت. سایر اعضای مشهور حزب عبارت بودند از مظفر فیروز، صادق سرمد، حبیب‌الله رشیدیان، بهاءالدین حسام‌زاده، کلنل کاظم خان سیاح (فرمانده کلانتری‌های تهران در کودتای سوم اسفند)، کاظم کورس، مهدی لاری، غلامحسین کاشف، جواد حریری، ارباب مهدی، غلامحسین ابتهاج، دکتر اسماعیل مرزبان، عبدالله خاوری و حسن صدر

## فعالیت‌های سیاسی
حزب اراده ملی از ابتدا فاقد اصول محکم حزبی بود. برخی این حزب را فاقد ایدئولوژی خاص سیاسی و بیشتر شبیه به باشگاه سیاسی شخص سید ضیاء و هوادارن او دانسته و دلیل اضمحلال زودهنگام اراده ملی را نیز همین نداشتن ایدئولوژی می‌دانند.
حزب اراده ملی در مشی سیاسی خود نقطه مقابل حزب توده بود. محل حزب، مامن کارفرمایانی بود که مرعوب فعالیت‌های حزب توده شده بودند. در مواردی برخوردهای این حزب با حزب توده به نزاع‌های خونین نیز کشیده شد. این حزب گاه از عواطف ملی و مذهبی مردم نیز برای جذب آنان استفاده می‌کرد. به همین لحاظ موفق شد تا رفته‌رفته در سازمان‌های کارگری تهران و برخی از شهرستان‌ها نیز رخنه کند. همچنین جذب برخی از اصناف، طبقات سنتی و محافظه‌کار و همچنین سازمان‌های مدافع حقوق زنان از دیگر اقدامات حزب بود. حزب اراده ملی در زمان حیات خویش دارای سازمانی منسجم بود. به گونه‌ای که پس از حزب توده، منسجم‌ترین سازماندهی حزبی در ایران را داشت.

## سرانجام
با روی کار آمدن دولت قوام‌السلطنه، سید ضیاء دستگیر و زندانی شد و حزب اراده ملی منحل اعلام گردید و دولت اموال و دارائی‌های حزب را مصادره کرد. عوامل این حزب یا به دنبال احزاب دیگر رفتند یا کار سیاسی را رها کردند. برخی از آنان نیز با چاپ و نشر آگهی در روزنامه‌ها، کناره‌گیری خود از حزب اراده ملی را اعلام کردند. سید ضیاء یک بار دیگر در سال ۱۳۳۱ حزب اراده ملی را در خانه‌ای وسیع گشود؛ ولی این‌بار نیز پس از دو ماه، حزب برای همیشه تعطیل شد.